# 리엄 에이킨
리엄 에이킨(Liam Aiken, 1990년 1월 7일 ~ )은 미국의 배우이다.

## 출연 작품
- 스위트 노벰버
- 스텝맘